# Пеньківська культура

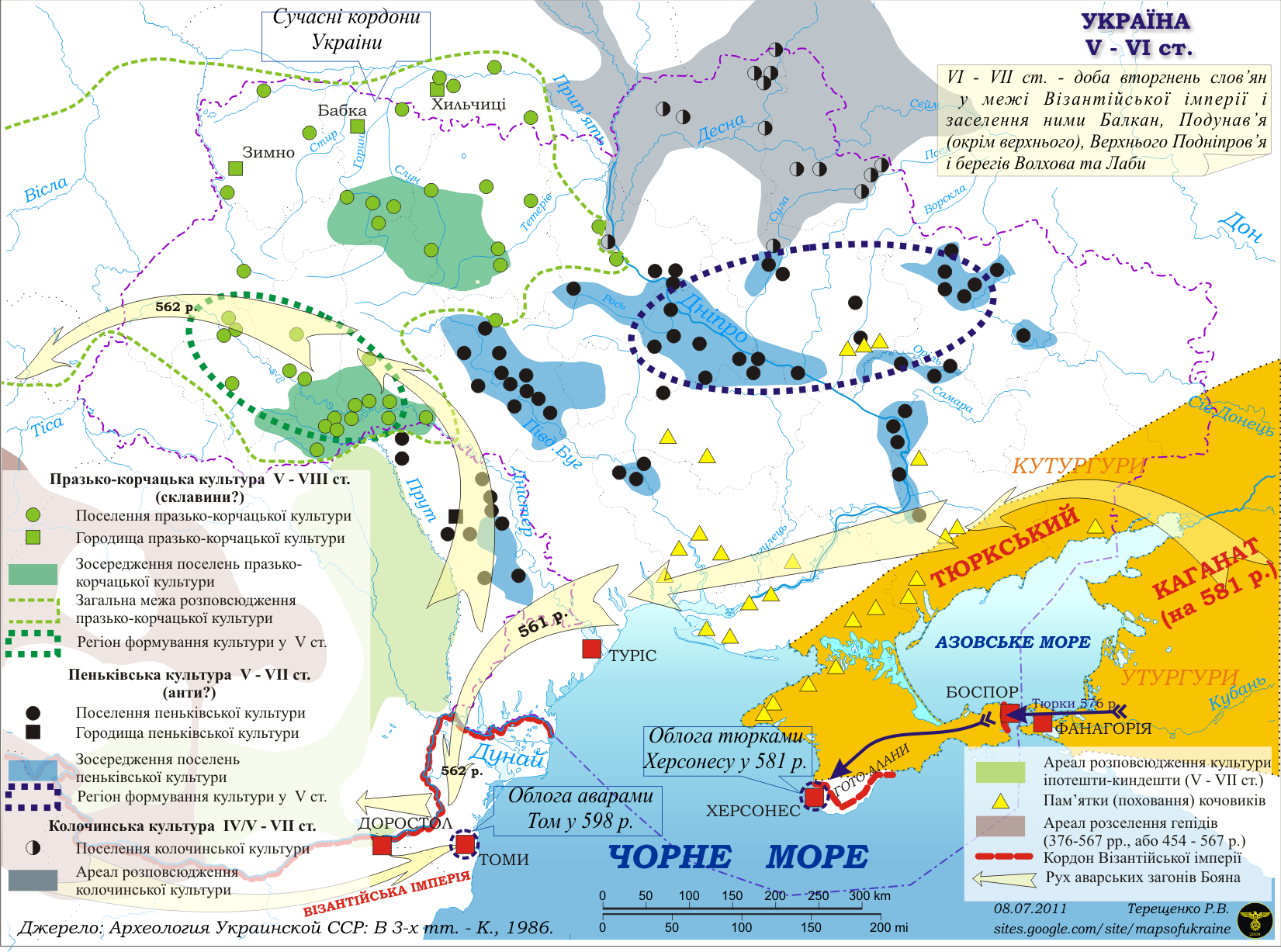

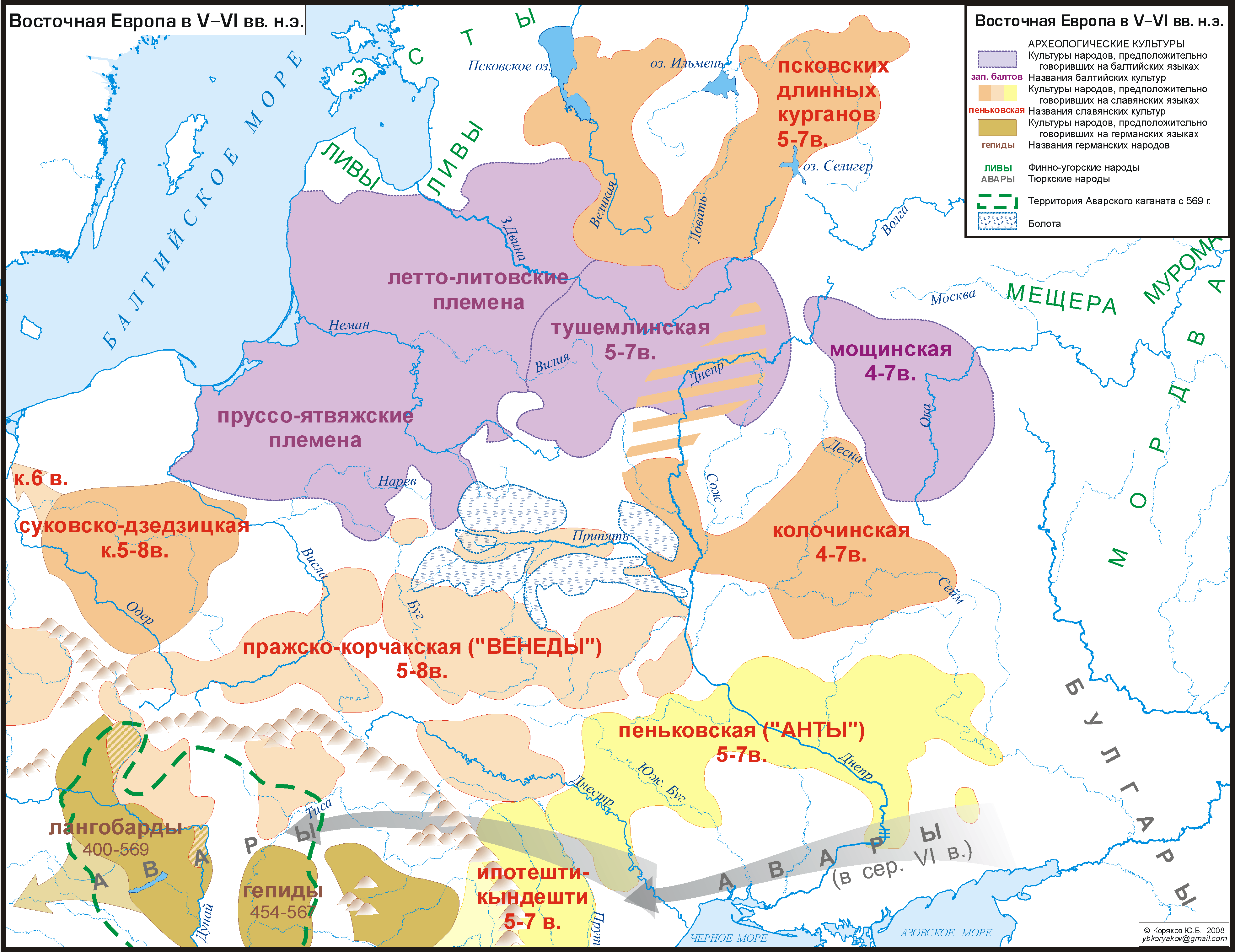
Пеньківська культура на мапі Сх. Європи (джерело: російська вікіпедія)

Пенькі́вська культу́ра — археологічна культура, що існувала протягом V–VIII століть від Пруту до Сіверського Донця займаючи переважно лісостепову смугу України. Виникла внаслідок переселення на південь племен київської культури. Вважається, що пеньківська культура була залишена антами — однією з груп ранньоісторичного слов'янства.

## Дослідження
Перші незаплановані дослідження пеньківської культури відбулись у 1956–1959 роках під час розкопок по берегах майбутнього Кременчуцького водосховища. Це була експедиція під керівництвом Дмитра Березовця біля сіл Пеньківка та Стецівка у Потясминні. Подальшими дослідженнями було визначено територію поширення цієї культури: лісостеп від Нижнього Подунав'я на південному заході до Сіверського Донця на північному сході. Олег Приходнюк виокремлював чотири локальні варіанти культури — лівобережний, надпорозький, дніпро-дністровський та дністро-прутський.

## Особливості

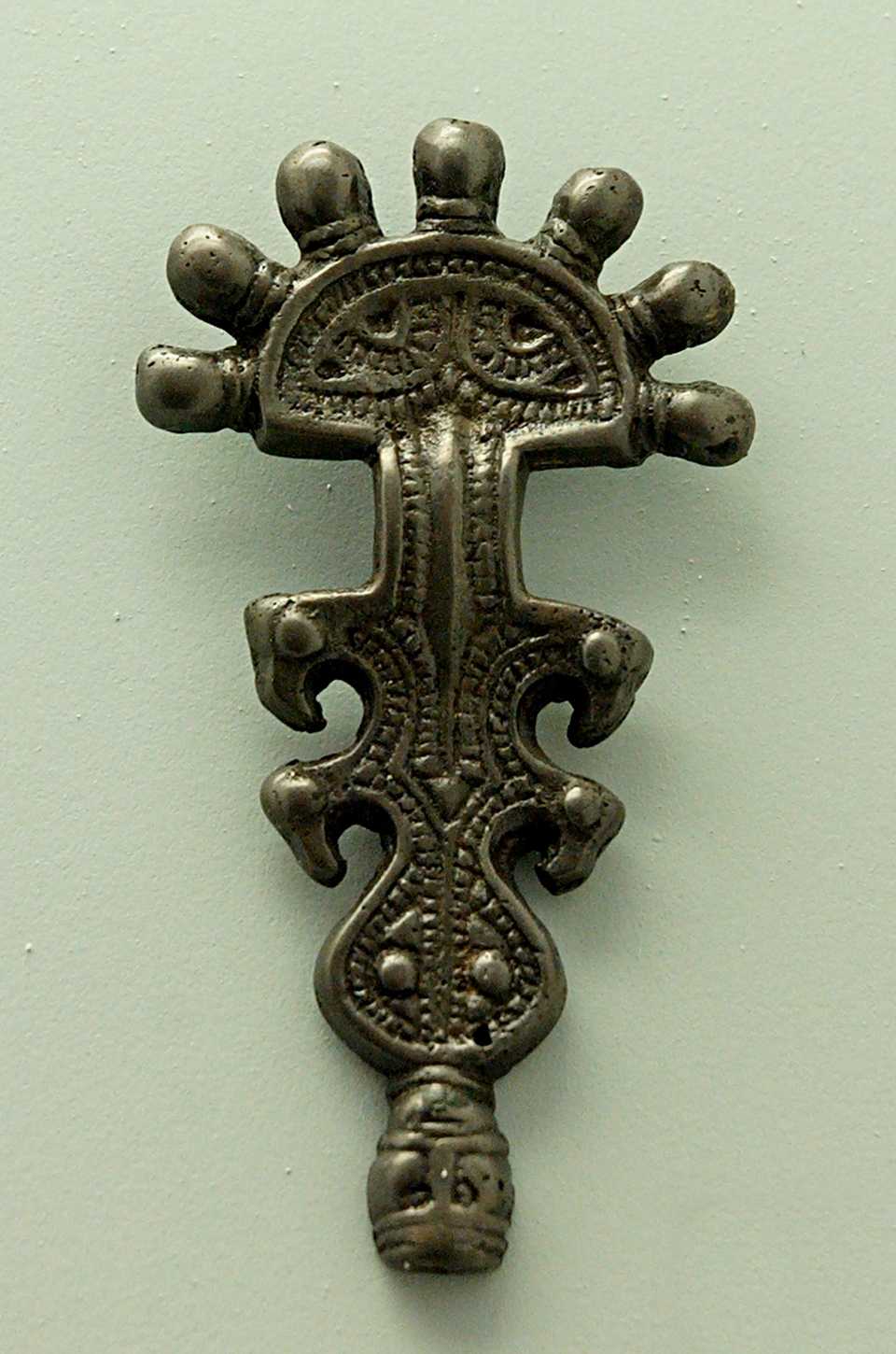
Слов'янська фібула

Як і представники інших культур, носії пеньківської розселялися над річками. Характерним було розміщення поселень групами по 5–7 поселень, на відстані одне від одного 3–5 кілометрів. Селища здебільшого займали 1,5–3 га, здебільшого у селищах розміщувалось до 30 жителів. У плані вони були чотирикутними напівземлянками, площею в середньому 25 метрів квадратних, стіни мали стовпову або зрубну конструкцію. У житлах для обігріву і побутових потреб використовували вогнища, згодом під впливом празько-корчацької культури з'явились кам'яні печі. Також поруч з житлами було виявлено господарські будови і ями.
Основою господарства було орне землеробство. Також пеньківці займались мисливством, риболовлею. Розвивалася галузь залізного виробництва. Одним з найбільших металургійних центрів був Гайворонівський, він складався з чотирьох агломераційних печей і двадцять одного сиродутного горна. Тут було виявлено залізні шлаки і кричне залізо, крім того були знайдені ознаки ковальства. Отже ця галузь була розвинена на досить високому рівні.
Кераміка була представлена перш за все, горщиками біконічної форми. Також трапляються горщики тюльпаноподібної форми і з загнутими до середини кінцями вінця.
Поховання представлялись характерними для слов'ян трупоспаленням на стороні, рештки тіл ховали у ямках. Крім цього трапляються звичайні тіло покладення.
Зброя представлена переважно наконечниками стріл і списів. Наконечники списів типові для слов'ян VI–VII ст. — ланцетоподібні з масивною втулкою і коротким вістрям, довжиною 25–30 см. Серед наконечників стріл переважають масивні трилопатові вістря, які передбачають використання потужних складних луків.
У порівнянні з іншими слов'янськими культурами на території пеньківської культури знайдено значно більше ювелірних виробів з кольорових і благородних металів.

## Подальша доля

Схема культур та їх зв'язків з утворенням слов'янських народів

Період існування пеньківської культури датується V–VII ст. н. е., про неї у своїх записах згадують Прокопій і Йордан, вони пишуть про цих людей, як приналежних до антського союзу.
Подібною до пеньківської культури є колочинська, вони розвивались практично одночасно. Тому між ними багато спільних рис, хоча у колочинській спостерігаються впливи північно-східних сусідів з Білорусі та Смоленщини.
Друга половина І тис., у цей час у Західній Європі функціонують новосформовані феодальні держави, на основі германських племен. Слов'яни стали базою для державних утворень у Східній Європі. Крім Великоморавської, Чеської, Польської, Болгарської внаслідок закономірних процесів на території поширення східних слов'ян утворюється нова держава — Київська Русь. Причинами утворення нових державностей стало формування племінних союзів, так західні слов'яни поділились на поляків, чехів, словаків; південні: сербів, хорватів, словенців, боснійців, чорногорців; східні: словен, полочан, кривичів, в'ятичів, радимичів, дреговичів, сіверян, деревлян, полян, білих хорватів, уличів, тиверців.